# Anders Larsson (död 1613)
Anders Larsson, död 1613 var en svensk militär.
Anders Larsson blev ryttare under hovfanan 1573, kvartersmästare 1573 och ryttmästare för finska adelsfanan 1593. 1581 erhöll Anders Larsson Botila och Rikkala gårdar i Halikko socken i förläning. 1594 underskrev han finska adelns trohetsförsäkran till Sigismund och erhöll i gengäld evärdigt frälse på sina gårdar. Han deltog under Clas Eriksson Fleming i klubbekriget 1596-97, var slottsloven på Åbo slott vid dess kapitulation och fördes som fången till Sverige men lyckades undkomma. Han försonades senare med hertig Karl. 1600 blev han på nytt ryttmästare för finska adelsfanan, deltog i kriget i Livland. Under en strid vid Wenden årsskiftet 1600-01 sköts han med en pistol varvid kulan gick in genom axeln och ut genom sidan. Trots den svåra skadan återhämtade han sig snart, men fick efter detta problem att rida och kunde inte längre bära harnesk. Anders Larsson erhöll befälet på Viborgs slott under ståthållaren Axel Rynings frånvaro 1602 och förordnades till slottsloven på Revals slott 1603 då Anders Lennartsson var i fält, och blev därefter 1603-12 ståthållare i Reval.